# Schnellstraßenbahn

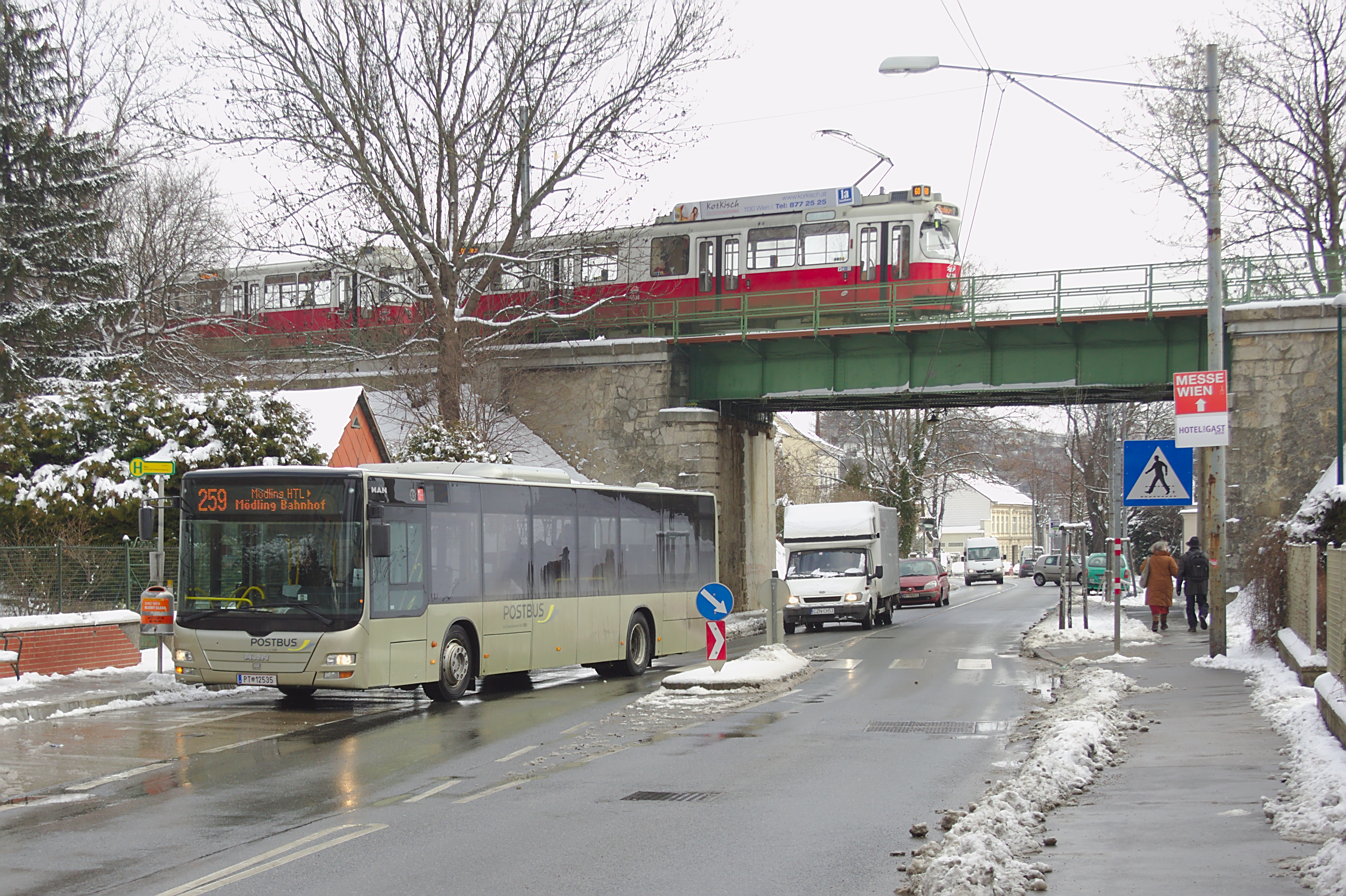
Die niveaufrei trassierte Wiener Linie 60 bei der Überquerung der Breitenfurter Straße, 2013

Eine Schnellstraßenbahn ist eine Straßenbahn, die auf eigenem oder besonderem Bahnkörper mit weiten Bogenradien und großzügigem Gleisabstand fährt und dazu teilweise wie eine Eisenbahn auf Dämmen oder in Einschnitten trassiert ist. 

## Merkmale
Die Schnellstraßenbahn wird horizontal, teilweise auch vertikal, vom übrigen Straßenverkehr getrennt geführt. Höhengleiche Kreuzungen mit anderen Verkehrsmitteln sollen vermieden werden. Wenn sie in Ausnahmefällen nicht zu vermeiden sind, sind sie zu sichern und zugunsten des Schnellstraßenbahnverkehrs zu gestalten. Die Betriebsführung erfolgt durch Fahren auf Sicht, Betriebsmittel sind geeignete Fahrzeuge der Straßenbahn, die über eine hohe Anfahrbeschleunigung und Bremsverzögerung verfügen. Die Haltestellenabstände sind gegenüber herkömmlichen Strecken größer. Um hohe Fahrgeschwindigkeiten realisieren zu können, wird die Oberleitung in der Regel als Kettenfahrleitung ausgebildet.
Mit Schnellstraßenbahnen werden heute Reisegeschwindigkeiten von über 25 km/h angestrebt. Solche Vorgaben werden heute in Deutschland auf einzelnen Strecken erreicht und übertroffen, beispielsweise in Bremen (26,1 km/h); in kompletten (Schnell-)Straßenbahn- oder Stadtbahnnetzen nur dort, wo es längere Tunnel- oder Überlandabschnitte gibt (z. B. Stuttgart 27,0 km/h). Im Verkehrswert liegt die Schnellstraßenbahn über der Straßenbahn und unterhalb der U-Bahn. Die Kapazität liegt bei maximal 15.000 Personen pro Stunde und Richtung.
Manche Autoren bezeichnen auch die U-Straßenbahn als Schnellstraßenbahn, deren erste Vertreterin bereits 1897 in Boston verkehrte. Jedoch erreicht die U-Straßenbahn ihre höhere Geschwindigkeit in der Regel durch Tunnel in den Zentren der Städte, die teilweise aufwändige Verzweigungs- und Kreuzungsbauwerke aufweisen. Im Gegensatz dazu entstanden die Schnellstraßenbahnstrecken meist an der Peripherie der Städte und weisen für gewöhnlich nur kurze Unterführungen auf.
Gelegentlich werden und wurden auch entsprechende Straßenbahnfahrzeuge als Schnellstraßenbahnen bezeichnet, so beispielsweise 1976 im Neuen Deutschland die damals modernen Tatra KT4D aus tschechoslowakischer Produktion.
In der Anfangszeit konnten Schnellstraßenbahnen als neues innerstädtisches Verkehrsmittel in mancher Hinsicht auf ältere Erfahrungen mit Überlandstraßenbahnen wie der Rhein-Haardtbahn und der Kleinbahn Düsseldorf–Krefeld aufbauen, wie Ernst Biedermann 1917 in seinem Artikel „Schnellstraßenbahnen“ erwähnt. Die Abgrenzung der Begriffe voneinander war und ist nicht immer eindeutig, insbesondere dort, wo Städte sich mit den Jahren gerade entlang solcher Schienenachsen weiter ausgedehnt haben.
Unabhängig vom Gegenstand dieses Artikels bezeichnen manche Betriebe auch Straßenbahnschnelllinien als Schnellstraßenbahn. In diesem Fall erfolgt die Beschleunigung jedoch ausschließlich durch ausgelassene Haltestellen, unabhängig von der jeweiligen Trassierung. Eine Mischung zwischen beiden Prinzipien stellen viergleisige Schnellstraßenbahnstrecken dar, wie sie etwa in Düsseldorf und Nürnberg anzutreffen waren. Hierbei konnten die schnellen Kurse die überall haltenden Regelkurse überholen.

## Geschichte
In der deutschsprachigen Diskussion taucht die Wortschöpfung Schnellstraßenbahn erstmals im Ersten Weltkrieg auf, so 1917 als Titel eines Fachbuches von Erich Giese und in einem Artikel von Ernst Biedermann in der Zeitschrift Technik und Wirtschaft, teilweise mit Bezug zu Gieses Buch.
Biedermann erläutert in seinem Artikel die Gründe, aus denen der Bau von Schnellstraßenbahnen das Gebot der Stunde sei: die explosionsartige Bevölkerungszunahme der Großstädte und Agglomerationen, die Konzentration des Handels und der Verwaltung in den Innenstädten bei gleichzeitiger Vertreibung von Wohnen und Industrie in die Außenbezirke, dadurch bedingte neue Verkehrsbedürfnisse und stetige Vergrößerung der Entfernungen zwischen Wohnquartieren und Arbeitsplätzen. Herkömmliche Schnellbahnen, das heißt Vorläufer heutiger S-Bahn- und U-Bahn-Systeme, könnten darauf planerisch nicht schnell genug reagieren, ihre großen Investitionskosten seien von der öffentlichen Hand und auch von der im Krieg verarmten Bevölkerung nicht über kostendeckende Fahrpreise zu refinanzieren. Dabei könnten Schnellstraßenbahnen bei wesentlich geringeren Kosten fast die gleiche Verkehrsleistung erbringen.

„… Die Untersuchungen zeigen, daß eine nur wenig verbesserte Straßenbahnanlage sehr wohl in der Lage ist, infolge der wesentlich geringeren Bau- und Betriebskosten in den Außenbezirken der Weltstädte mit der Schnellbahn erfolgreich in Wettbewerb zu treten. Auf eigenem Bahnkörper als Plan- oder Einschnittbahn verlaufend, nähert sich diese Straßenbahn […] mit einer Reisegeschwindigkeit von 22,5 km/st bei 500 m Haltepunktentfernung stark derjenigen der Schnellbahn von 24,9 km/st bei 769 m Abstand der Haltestellen, während sie der der innerstädtischen Straßenbahn von 14,1 km/st bei 297 m mittlerem Haltestellenabstand weit überlegen ist. Sie erfordert unter gleichen örtlichen Verhältnissen etwa 1/4 bis 1/12 der Herstellungskosten einer zweigleisigen Untergrundbahn und etwa 1/5 bis 1/4 einer Hoch- oder Schwebebahn“

Als Standardtrassierung schwebte ihm vor: 

„Zur allgemeinen baulichen Anlage ist zu sagen: Für den besonderen, etwa 9 m breiten Bahnkörper, den die schnellfahrende Straßenbahn bei einer Einfassung mit Baumreihen erfordert, ist die vollkommenste Ausführung mit Gleisen in der Mitte zwischen den beiderseitigen Straßendämmen zu wählen. Die Übergänge über diesen Bahnkörper sind auf die geringste zulässige Anzahl zu beschränken […] Erscheint die Strecke zwischen zwei Haltestellen zu lang, so wird nicht ein (be)fahrbarer Übergang, sondern eine billige eiserne Fußgängerüberführung (3500 M) oder ein schmaler Fußgängertunnel (8 bis 10000 M, je nach dem Grundwasserstande) angeordnet“

Schnellstraßenbahnen entstanden im deutschsprachigen Raum ab den 1910er Jahren insbesondere dort, wo Gemeinden im Umland großer Städte an deren Straßenbahnnetz anzubinden waren. Die 1898 eröffnete Kleinbahn von Krefeld nach Düsseldorf wurde ab 1912 von schweren luftgebremsten Mitteleinstiegs-Vierachsern befahren, sie wird als die erste deutsche Schnellstraßenbahn bezeichnet. Da diese Strecke aber damals nur zum geringsten Teil innerstädtisch verlief, lag Ernst Biedermann wohl richtiger mit ihrer Einordnung als Beispiel einer modernen Überlandstraßenbahn, von deren Erfahrung bei der Trassierung und bei der Entwicklung geeigneter Fahrzeuge die von ihm propagierten (innerstädtischen) Schnellstraßenbahnen profitieren könnten.

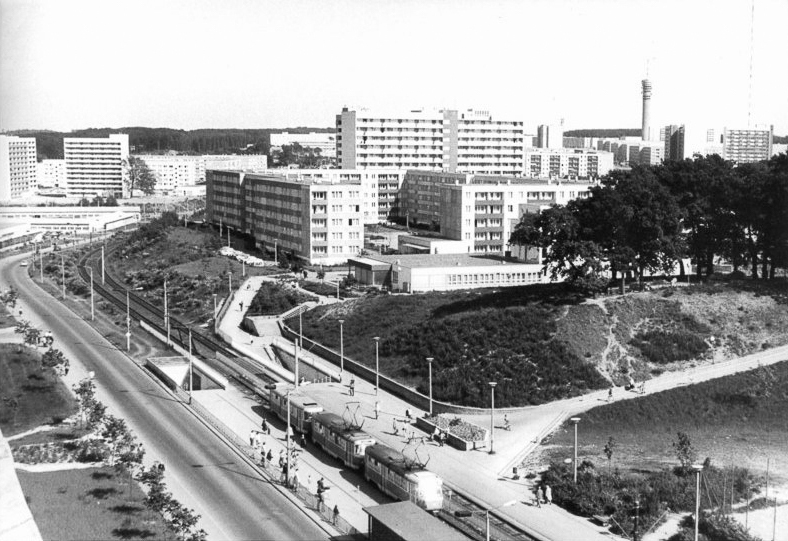
Neubaugebiet Großer Dreesch in Schwerin mit Schnellstraßenbahn. Typisch sind die niveaufreien Bahnsteigzugänge mittels Personentunnel (1986)

Wo ab etwa 1930 in deutschen Großstädten Strecken neu entstanden, die der ursprünglichen Definition von Schnellstraßenbahnen entsprachen, wurden diese nicht mehr durchgängig explizit als solche bezeichnet, weil sich dieser Ausbaustandard schon weitgehend durchgesetzt hatte und nicht mehr unbedingt erwähnenswert erschien.
Nach dem Zweiten Weltkrieg wurden in Westdeutschland meist nur noch solche Strecken ausdrücklich als Schnellstraßenbahnen bezeichnet, die sich durch weitergehende Beschleunigungsmaßnahmen auszeichneten, zum Beispiel durch komplette Trennung vom Straßenverkehr, niveaufreie Zugänge zu den Bahnsteigen, komplette Einzäunung oder durch Tunnel, die nicht mehr nur Unterführungen zu nennen waren, dann allerdings weitere Abgrenzungsprobleme zu U-Straßenbahnen schufen. Ab etwa 1969 (Gründung der Stadtbahngesellschaft Ruhr) wurde die Bezeichnung Schnellstraßenbahn weitgehend durch den neuen Begriff Stadtbahn ersetzt, der allerdings wenig trennscharf auch für Beinahe-U-Bahnen, U-Straßenbahnen oder kaum beschleunigte Straßenbahnen stehen kann. Eine wichtige Rolle beim Bau neuer Straßenbahn- oder Stadtbahnstrecken spielte (bis 1990 natürlich nur in Westdeutschland) das 1971 verabschiedete Gemeindeverkehrsfinanzierungsgesetz, dessen Goldener Zügel faktisch die Anlage von besonderen Bahnkörpern als Voraussetzung für eine Mitfinanzierung durch den Bund forderte.
Anders verlief die Entwicklung nach dem Zweiten Weltkrieg in der DDR. Dort wurde ab Ende der 1970er Jahre der Begriff Schnellstraßenbahn neu aufgegriffen und in verschiedenen Dokumenten in Abgrenzung zum Begriff Stadtbahn, teilweise auch unter dessen Subsumierung verwendet. Sie unterlagen der Staatlichen Bahnaufsicht, die in der Einleitung gegebene Definition folgt den dafür aufgestellten Regeln. Vorzeigebeispiel war die 1974 eröffnete und 1984 verlängerte Neubaustrecke zum Großen Dreesch der Straßenbahn Schwerin, aber auch Strecken der Straßenbahn Erfurt und der Straßenbahn Halle können dafür angeführt werden.
Nach 1990 verschwand dieser Begriff wieder, entsprechend ausgebaute Strecken werden heute einheitlich als Stadtbahn bezeichnet.

## Strecken

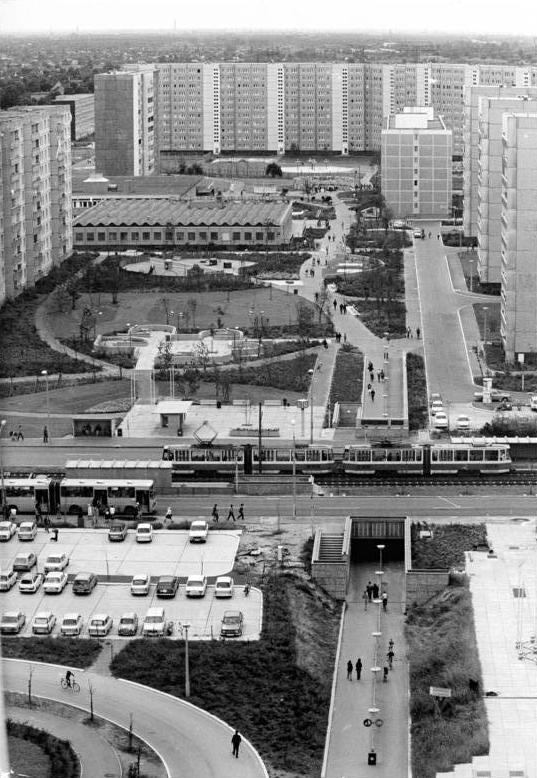
KT4D-Doppeltraktion in der Allee der Kosmonauten in Berlin-Marzahn, 1981

### Berlin
In Berlin waren vor dem Ersten Weltkrieg 37½ Kilometer Strecke mit Rasengleis auf besonderem Bahnkörper ausgestattet. 1916 waren 14 Prozent des Straßenbahnnetzes von Groß-Berlin mit besonderem Bahnkörper ausgestattet, ihr Anteil nahm in den folgenden Jahren bis auf 40 Prozent zu. Giese nannte als Schulbeispiel einer gut integrierten Siedlungs- und Schnellstraßenbahn-Planung einen Bebauungsplan im Bereich der Neuköllner Straße in Rudow-Nordwest. Auch Richard Petersen betonte schon 1911 die besondere Eignung solcher Bahnen zur kostengünstigen Schienenerschließung von neuen Stadtentwicklungsgebieten, die zur Eindämmung von Bodenspekulation auf Brachflächen in öffentlichem Besitz entstehen sollten.
In den 1920er Jahren realisierte die Berliner Straßenbahn-Betriebsgesellschaft einzelne der von Giese vorgeschlagenen Strecken, so 1927 entlang der Heerstraße von Bahnhof Heerstraße nach Pichelsdorf und 1928 von Rennbahn Mariendorf über den Mariendorfer und Lichtenrader Damm zum Bahnhof Lichtenrade. Die mit Hochkettenfahrleitung ausgerüsteten Abschnitte entsprachen vom Ausbauzustand her weitgehend Schnellstraßenbahnstrecken.
Sowohl der von Hans Scharoun erarbeitete Kollektivplan von 1949 als auch der von der Karl Bonatz als Gegenentwurf ausgearbeitete Zehlendorfer Plan von 1947 sahen zur Erschließung der Außenbereiche Berlins die Anlage von Schnellstraßenbahnstrecken vor. Der am Zehlendorfer Plan beteiligte Walter Moest griff dabei auf die Pläne Gieses von 1917 zurück und erweiterte diese um zwei Ringstrecken. Auch eine Umstellung der U-Bahn-Strecke BI (Nollendorfplatz – Innsbrucker Platz) auf Straßenbahnbetrieb war vorgesehen. Die Strecke sollte Bestandteil einer Nord-Süd-Verbindung von der Seestraße nach Lankwitz werden, wie sie später mit der U-Bahn-Strecke G mit abgeändertem Verlauf teilweise realisiert wurde.
Nach der Verwaltungstrennung der Berliner Verkehrsbetriebe am 1. August 1949 und der Netztrennung am 15. Januar 1953 verlief die Entwicklung in beiden Stadthälften zunächst teilweise parallel. In West-Berlin fiel am 28. August 1953 der Beschluss zur Einstellung des Straßenbahnbetriebs bei gleichzeitigem Ausbau des U-Bahn-Netzes und Ausweitung des Omnibusbetriebs. Am 2. Oktober 1967 fuhren letztmals Straßenbahnen im Personenverkehr in West-Berlin. In Ost-Berlin sahen die Pläne zunächst ebenfalls einen Ausbau der autogerechten Stadt vor, die Straßenbahn sollte ausschließlich außerhalb der Ringbahn verkehren. Zwischen Pankow, Hohenschönhausen und Niederschöneweide sollte eine Schnellstraßenbahntangente entstehen, in den Außenbereichen war unter anderem eine Schnellstraßenbahnstrecke von Schmöckwitz über Oberspree nach Schöneweide vorgesehen.
Einen allmählichen Wechsel in der Verkehrspolitik läutete das Wohnungsbauprogramm von 1973 ein, infolgedessen die groß angelegten Plattenbaugebiete in Marzahn, Hohenschönhausen und Hellersdorf entstanden. Obwohl bereits 1968 eine U-Bahn-Strecke vom Ostbahnhof nach Springpfuhl vorgesehen war, konnte diese Strecke aus Kostengründen nicht zeitnah realisiert werden. Daher sollte die Strecke als Schnellstraßenbahn errichtet werden, wobei eine spätere Realisierung der U-Bahn-Strecke weiterhin zu berücksichtigen war. Spätere Pläne sahen eine Verlängerung dieser Linie nach Marzahn-Nord vor. Die Nordradiale Leninallee – S-Bahnhof Marzahn – Ahrensfelde sollte nach ersten Plänen ebenfalls so trassiert werden, dass eine spätere Umstellung auf U-Bahn-Betrieb möglich gewesen wäre. Unter anderem war vorgesehen, mehrere Kreuzungen mit Hauptverkehrsstraßen (Heinrich-Rau-Straße, Allee der Kosmonauten, Otto-Winzer-Straße, Henneckestraße) niveaufrei auszuführen, was aus Kostengründen unterblieb. 1976 beschloss das SED-Politbüro das Tatraprogramm, das neben dem Bau von Schnellstraßenbahnstrecken zur Erschließung der Neubaugebiete auch den Einsatz von Tatra-Straßenbahnwagen des Typs KT4D vorsah.
Von 1979 bis 1991 gingen rund 26 Kilometer Neubaustrecke in Betrieb, die teilweise nach Schnellstraßenbahnstandard ausgebaut waren. Nach der Südradiale über die Allee der Kosmonauten und S-Bahnhof Springpfuhl bis Biesdorf (1979) und der Nordradiale entlang der Leninallee bis S-Bahnhof Marzahn (1980) folgte deren gemeinsame Fortführung bis Ahrensfelde (1982/86). Die Inbetriebnahme der Nord-Süd-Tangente entlang der Rhinstraße fand 1985 statt, ebenso der erste Neubauabschnitt entlang der östlichen Leninallee zum Betriebshof Marzahn. Die Erschließung des Neubaugebiets Hohenschönhausen-Nord erfolgte über zwei Strecken entlang der Wartenberger Straße, Rüdickenstraße und Zingster Straße (1984) einerseits sowie über die Hansastraße und Falkenberger Chaussee nach Falkenberg (1987/88) andererseits; beide Strecken kreuzten sich am Prerower Platz. Den Schlusspunkt markierte die Verlängerung vom Betriebshof Marzahn zur Riesaer Straße in Hellersdorf. Weitere Vorhaben, unter anderem der Bau einer Schnellstraßenbahntangente entlang der Henneckestraße von Marzahn-Nord nach Falkenberg, unterblieben.

### Bielefeld
Die Stadtbahn Bielefeld eröffnete 1969, parallel zur bereits laufenden U-Straßenbahn-Planung, eine als Schnellstraßenbahn trassierte Neubaustrecke zur Großwohnsiedlung Baumheide.

### Bochum/Gelsenkirchen
In Bochum wurde sechs Jahre nach Eröffnung der Ruhr-Universität (1965) auf dem Mittelstreifen der gleichzeitig angelegten Universitätsstraße mit etwa 5 km Länge und nur einer Schienenüberquerung (an der Wasserstraße) eine Schnellstraßenbahnstrecke zur Erschließung der Universität in Betrieb genommen (1971 bis Uni, 1972 bis Hustadt). Nach Umspurung von Meter- auf Normalspur und Umbau der Stationen bildet die Strecke seit 1993 einen Teilabschnitt der Stadtbahnlinie U35. Sie gehört zur Stadtbahn Bochum, die anderen Linien sind Unterpflasterstraßenbahnen.

### Bremen
In Bremen hat man entgegen dem westdeutschen Trend die Straßenbahn nicht in Stadtbahn umbenannt. Deshalb passt hier für mehrere neuere Strecken die alte Bezeichnung Schnellstraßenbahn. Beispielsweise für die Strecke nach Osterholz. Diese erschließt im Bremer Südosten mehrere große Wohn- und Stadtentwicklungsgebiete einschließlich der Großsiedlungen Vahr und Tenever mit ihren Hochhäusern. Der erste Abschnitt von der Kirchbachstraße in Schwachhausen bis Blockdiek (am östlichen Rand der Vahr, Haltestelle Düsseldorfer Straße) ging 1967 in Betrieb, die Reststrecke bis Osterholz 1968. Die Strecke verläuft abschnittsweise mal auf dem Mittelstreifen von Hauptstraßen, mal in Seitenlage von Wohnstraßen oder auf völlig eigener Trasse abseits von Straßen (Linie 1). Der durchschnittliche Haltestellenabstand zwischen der Kirchbachstraße und Osterholz (Bahnhof Mahndorf) beträgt rund 540 m, die Fahrzeit 31 Minuten für etwa 13½ km; das entspricht einer Reisegeschwindigkeit von etwa 26,1 km/h. Eine weitere, 1973 eröffnete Strecke führt im Süden nach Arsten, jenseits des Niedersachsendamms auf eigener Trasse (damals Linie 1, heute 4). Schließlich die Strecke Grolland–Huchting, eröffnet 1976 (damals Linie 6, heute 1 und 8). Diese verläuft in Seitenlage zur B75 (Frieslandstraße und Oldenburger Straße) und zuletzt über freies Feld.

### Dortmund
Frühe Beispiele waren auch in Dortmund die Schnellstraßenbahn auf dem Westfalendamm (damals Gürtelstraße und Aplerbecker Straße) durch die neu entstehende Gartenstadt (1913, heute U47 Süd) und die Strecke von Huckarde nach Mengede (1923, heute U47 Nord), wo hochflurige Drehgestell-Triebwagen mit ebenfalls vierachsigen Niederflur-Beiwagen (sogenannten „U-Booten“) zum Einsatz kamen, Ebenfalls als Schnellstraßenbahn wurde zur Zeit ihrer Inbetriebnahme 1927 die Strecke auf dem Krückenweg zwischen Theodor-Fliedner-Altersheim und Barop und weiter bis Hombruch bezeichnet. Ursprünglich sollte die Strecke bis (Witten-) Annen führen (siehe auch Hörder Kreisbahn). Vom Ausbauende des vor 1960 modernisierten Abschnitts bis zur Straße Am Beilstück (heute U42) war in den 1960er Jahren geplant, entlang der damals projektierten, aber Torso gebliebenen Universitätsstraße eine Zweigstrecke zur tangentialen Erschließung der noch unfertigen Technischen Universität (eröffnet 1968) in Richtung Eichlinghofen zu bauen. Diese Planung scheiterte an der Ausweisung eines Naturschutzgebietes zur Schonung von Rahmke- und Rüpingsbach, das von der Trasse durchschnitten worden wäre. Weiter ist seit den 1960er Jahren eine Strecke zwischen Huckarde und Kirchlinde geplant, damals als Schnellstraßenbahn, jetzt als Stadtbahn. Ebenfalls ursprüngliche Schnellstraßenbahnen waren in Dortmund die vollständig kreuzungsfreien Strecken auf der Ruhrallee zwischen Westfalenpark und Hacheney (1959, heute U49) und zwischen Kirchderne, Franz-Zimmer-Siedlung und Grevel (1976, heute U42).

### Dresden

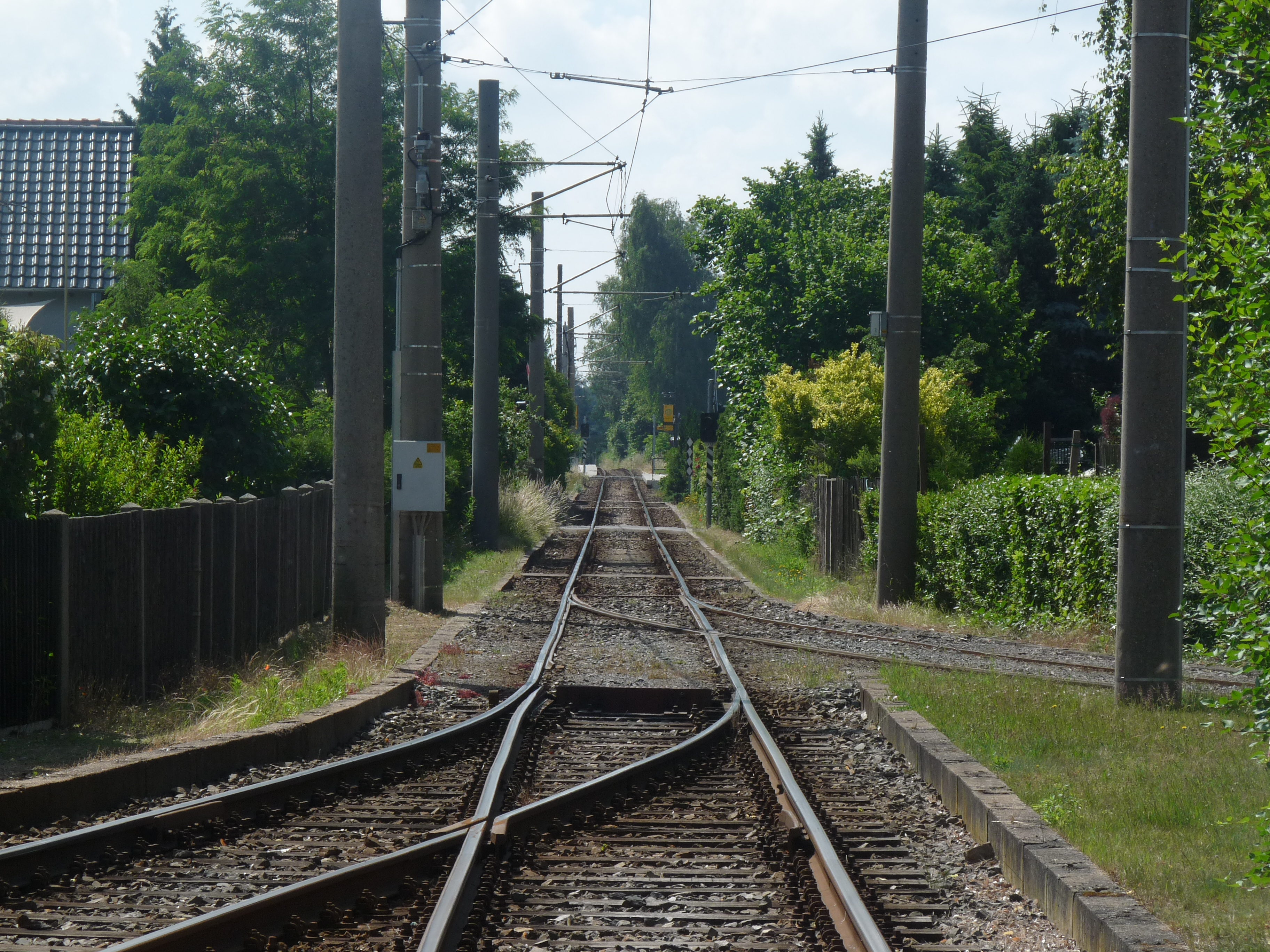
Eingleisige Trasse in Weinböhla. Üblicherweise waren Schnellstraßenbahnstrecken zweigleisig.

In Dresden wurde eine Schnellstraßenbahnverbindung zwischen Meißen und Pirna geplant. Der Bau der Strecke Richtung Meißen wurde begonnen, aber 1931 infolge der Weltwirtschaftskrise in Weinböhla endgültig abgebrochen. Die Trasse war in Coswig teilweise zweigleisig trassiert, aber bis zum Abbruch der Arbeiten nur eingleisig mit Ausweichen in Betrieb genommen worden.
Ein wichtiger Beitrag von Dresden für die Weiterentwicklung von Schnellstraßenbahnen war die Konstruktion dafür geeigneter Fahrzeuge. Berühmt geworden ist der Große Hecht, ein vierachsiger Drehgestellwagen. Auch zwei Prototypen von Gelenkwagen für die künftige Schnellstraßenbahn wurden getestet: Einer mit zweiachsigem Mittelteil und zwei aufgesattelten einachsigen Endteilen (Nr. 2501, Görlitz / Siemens), der andere mit zwei zweiachsigen Endteilen und einem schwebenden Mittelteil (Nr. 2502, Christoph & Unmack, Niesky / Sachsenwerk). Beide erreichten eine Geschwindigkeit von 70 km/h.

### Düsseldorf
In Düsseldorf ist der Ausbau der Linie D in der äußeren Kaiserswerther Straße (1926, heute U79) ein frühes Beispiel einer Schnellstraßenbahn. Wie heute noch ablesbar, war die Strecke ursprünglich viergleisig, um Überholungen zu ermöglichen. Die Düsseldorfer Stadtbahnlinien U76 (Düsseldorf – Krefeld) und U79 (Düsseldorf – Duisburg) wurden vor Inbetriebnahme des Düsseldorfer Innenstadttunnels als Schnellstraßenbahnlinien 76 und 79 bezeichnet. Sie hielten im Gegensatz zu den Straßenbahnlinien 710 und 711 nicht an allen Stationen. Abgesehen vom Innenstadttunnel und dem Tunnel im Verlauf der anschließenden Stadtbahn Duisburg sind auch die meisten oberirdischen Streckenabschnitte schnellstraßenbahnmäßig ausgebaut.

### Essen
Schon bevor sich 1969 die Stadtbahngesellschaft Ruhr gründete, damit den neuen Begriff Stadtbahn etablierte und begann, für das ganze Ruhrgebiet ein komplett neues interkommunales Streckennetz mit für den Endausbau ursprünglich vorgesehenem vollem U-Bahn-Standard zu planen, gingen 1961 und 1967 in Essen zwei Schnellstraßenbahnstrecken auf dem Mittelstreifen des Ruhrschnellwegs (heute Bundesautobahn 40) in Betrieb: Eine Strecke ostwärts nach Essen-Kray (1985 zur Spurbusstrecke umgebaut), die andere westwärts nach Mülheim-Heißen (später von Meterspur auf Normalspur umgespurt, mit Hochbahnsteigen zur Referenzstrecke der Stadtbahn Rhein-Ruhr ausgebaut und auf beiden Seiten mit Tunnelabschnitten in die Zentren von Essen und Mülheim verlängert, heute U18).

### Hannover
In Hannover gingen nach dem Zweiten Weltkrieg mehrere großzügig trassierte neue Straßenbahnstrecken in Betrieb, die dort allerdings nicht als Schnellstraßenbahn bezeichnet wurden: Als erste bereits 1950 eine 3 km lange Strecke von Döhren in Seitenlage entlang der Garkenburgstraße zum Messegelände. Es folgte 1956 eine Strecke von Ricklingen in Seitenlage entlang der Wallensteinstraße nach Oberricklingen. Dieser Abschnitt wurde 1976 Teil der ersten komplett zur Stadtbahn ausgebauten Strecke in der Geschichte der Straßenbahn in Hannover und wurde 1977 von Oberricklingen mit einem kurzen Tunnel nach Mühlenberg verlängert. Die Vahrenwalder Straße, nördliche Hauptausfallstraße in die Nachbarstadt Langenhagen, erhielt einen besonderen Gleiskörper auf dem Mittelstreifen sowie eine neue Zweigstrecke nach Vahrenheide in Seitenlage entlang dem Großen Kolonnenweg und dem Sahlkamp (1965, heute verlängert nach Alte Heide). Es folgte in zwei Abschnitten eine schnellere Umgehung von Laatzen in Mittellage der Erich-Panitz-Straße, zunächst bis Laatzen-Süd (1973), dann nach Rethen-Süd (1976). Schließlich kam 1978 noch eine Neubaustrecke von Kleefeld entlang der Karl-Wiechert-Allee zur Medizinischen Hochschule hinzu (1984 bis Roderbruch verlängert). Außerdem gab es ab Mitte der 1960er Jahre eine Trassenvorhaltung für die Straßenbahn-Erschließung der Großsiedlung Auf der Horst in Garbsen, die allerdings erst 1995/1996 für eine Stadtbahnlinie genutzt wurde.

### Košice
Bei der Straßenbahn Košice in der Slowakei wurde 1964 eine Schnellstraßenbahnstrecke vom Zentrum zu den neuaufgebauten Ostslowakischen Stahlwerken eröffnet. Als einzige in der damaligen Tschechoslowakei wurden dort zeitweise auch Tatra T3-Dreifach-Traktionen eingesetzt. Die zulässige Höchstgeschwindigkeit betrug 65 km/h.

### Most–Litvínov
Die heutige normalspurige Straßenbahn Most–Litvínov in Tschechien wurde 1951 als Ersatz eines alten meterspurigen Netzes begründet. Zwischen den Städten Most und Litvínov besteht eine weitgehend niveaufrei trassierte Schnellstraßenbahnstrecke auf eigenem Bahnkörper, die Geschwindigkeiten bis 70 km/h zulässt. Im Jahr 1957 eröffnet, wurde die Strecke von Anfang an mit Wagen der sogenannten T-Reihe von ČKD Tatra betrieben.

### München

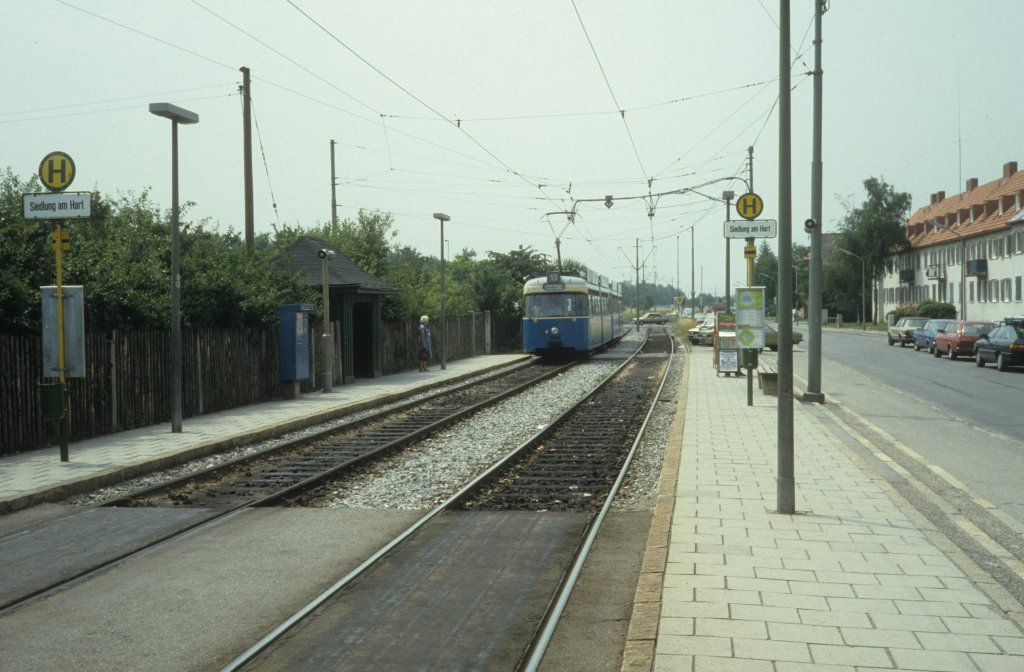
Ehemalige Münchner Schnellstraßenbahnstrecke im Bereich der Haltestelle Siedlung Am Hart, 1987

In den 1950er Jahren begann auch München mit dem Aufbau eines Schnellstraßenbahnnetzes, so entstanden die Außenstrecken Würzburger Straße – Gondrellplatz (1958), Freimanner Straße – Freimanner Platz (1962), Scheidplatz – Harthof (1963), Ratzingerplatz – Fürstenried West (1964), Siedlung Am Hart – Hasenbergl Goldschmiedplatz (1964), Michaelibad – Neuperlach Nord (1970) und Neuperlach Nord – Neuperlach Zentrum (1973). Bereits 1964 wurde das Konzept jedoch zugunsten einer eigenständigen Münchner U-Bahn aufgegeben. Fast alle Abschnitte wurden später durch diese ersetzt, lediglich die erstgebaute Strecke ist weiterhin Teil des Straßenbahnnetzes.

### Nürnberg/Fürth
Ein weiterer Anwendungsfall war die Schnellstraßenbahn zwischen Nürnberg und Fürth, sie bestand von 1927 bis 1939 und war mit einer roten Liniennummer signalisiert. Auch die beiden 1938 zur Erschließung des Reichsparteitagsgeländes gebauten Strecken sind als Schnellstraßenbahnstrecken anzusehen, obwohl sie, soweit bekannt, zur Entstehungszeit nicht so bezeichnet wurden. Von der Frankenstraße und der Allersberger Straße kommend, führten sie mit zwei kurzen Unterpflasterbahnabschnitten einerseits entlang der Bayernstraße zur monumentalen (unvollendeten) Kongresshalle mit dem heutigen Dokumentationszentrum, andererseits entlang der heutigen Münchner Straße zum Südende der Aufmarschachse Große Straße, wie in einem Stadtplan von 1938 (nicht ganz korrekt und vollständig) dargestellt. 1970 wurde zudem eine Hochbahntrasse an der Fürther Straße zur Überbrückung des Frankenschnellwegs in Betrieb genommen. Die Straßenbahn nutzte diesen Abschnitt bis 1981, ehe er nach einer Umbauphase für den U-Bahn-Betrieb 1982 wieder eröffnet wurde.

### Stuttgart
In Stuttgart und seinen zum Teil noch selbständigen Vororten wurden in den 1920er und 1930er Jahren von den Stuttgarter Straßenbahnen (SSB) und der Städtischen Straßenbahn Feuerbach (SSF) mehrere Neubaustrecken in Betrieb genommen, die in Teilabschnitten wie Überland- oder Schnellstraßenbahnen trassiert waren und als „Vorortlinien“ bezeichnet wurden, so auf dem amtlichen Stadtplan von 1935, z. B. die Strecken Wolfbusch – Gerlingen (1926), Bad Cannstatt – Fellbach (1929), Heslach Seilbahn (heute Südheimer Platz) – Vaihingen (1929), Geroksruhe – Sillenbuch (1930) und Bad Cannstatt – Untertürkheim (zwischen 1932 und 1935). Nach dem Zweiten Weltkrieg legte der Technische Direktor Alfred Bockemühl 1958 das Projekt einer Schnell-Straßenbahn auf die Filder vor, dass aber nicht als Straßenbahn verwirklicht wurde, sondern – auf sehr ähnlicher Linienführung – erst 1985 als S-Bahn-Tunnelstrecke. Zum Teil schon als Vorleistung für den Ausbau zur Stadtbahn wurden weitere Schnellstraßenbahnstrecken gebaut: Sillenbuch – Heumaden (1967), Rot – Freiberg (1970) und eine neue Trasse in Botnang (Regerstraße, 1977).

### Wien
Bei der Straßenbahn Wien werden beziehungsweise wurden vier Außenstrecken als Schnellstraßenbahn bezeichnet. Hierbei handelt es sich um die Abschnitte Maurer Lange Gasse – Kaiser-Franz-Josef-Straße (Linie 60, Teil der ehemaligen Dampftramwaystrecke Hietzing – Mödling, in den Jahren 1926/1927 zweigleisig ausgebaut), Rothneusiedl – Oberlaa (ehemals Linie 67, eröffnet 1972/1974) und Tscherttegasse – Siebenhirten (ehemals Linie 64, eröffnet 1979/1980). Letztere beide Abschnitte wurden allerdings 2017 beziehungsweise 1995 in die U-Bahn Wien integriert. 2013 wurde im Zuge der Verlängerung der Linie 26 zur Hausfeldstraße ein etwa ein Kilometer langer Streckenabschnitt als Schnellstraßenbahn errichtet. Die Straßenbahnwagen fahren dabei zwischen den Haltestellen Forstnergasse und Süßenbrunner Straße/Oberfeldgasse in Hochlage unabhängig vom Individualverkehr. Dieser Abschnitt wird aufgrund eines Mittelbahnsteiges an der Haltestelle Gewerbepark Stadlau im Linksverkehr befahren. Darüber hinaus bezeichnete der damalige Straßenbahndirektor Ludwig Spängler in den 1920er Jahren auch die Wiener Elektrische Stadtbahn als Schnellstraßenbahnbetrieb.